# Wolframs-Eschenbach
Pour les articles homonymes, voir Eschenbach.
Wolframs-Eschenbach (Obereschenbach jusqu'en 1917), est une ville allemande, située en Bavière, dans l'arrondissement d'Ansbach et le district de Moyenne-Franconie.

## Géographie

Situation de Wolframs-Eschenbach (en rouge) dans la communauté administrative (en violet) et dans l'arrondissement d'Ansbach

Wolframs-Eschenbach est une ville pittoresque, encore ceinte de ses remparts médiévaux, située à 15 km au sud-est d'Ansbach, à la limite avec l'arrondissement de Weissenburg-Gunzenhausen. Elle est le siège de la communauté administrative qu'elle forme avec la commune de Mitteleschenbach et qui comptait 4 470 habitants en 2005 pour une superficie de 35,98 km2.
Communes limitrophes (en commençant par le nord et dans le sens des aiguilles d'une montre) : Lichtenau, Windsbach, Mitteleschenbach, Haundorf, Muhr am See et Merkendorf.

## Histoire
La première mention écrite d'Eschenbach apparaît dans les années 1212-1220 quand elle est donnée en cadeau par les comtes Wertheimer à l'Ordre Teutonique auquel elle appartiendra pendant six siècles.
L'empereur Louis IV du Saint-Empire lui octroie les droits de ville le 18 décembre 1332.
En 1809, après la dissolution de l'Ordre Teutonique par Napoléon Ier, la ville est intégrée au royaume de Bavière et à l'arrondissement de Gunzenhausen. Un décret du roi Louis III de Bavière change en 1917 son nom de Obereschenbach en Wolframs-Eschenbach.
Lors de la réforme administrative de 1972, Wolframs-Eschenbach est incorporée à l'arrondissement d'Ansbach. Les communes de Biederbach, Reutern, Selgenstadt (arrondissement de Gunzenhausen) et Waizendorf (arrondissement de Feuchtwangen) lui sont adjointes pour former la ville actuelle.

## Démographie
Ville de Wolframs-Eschenbach seule :
| 1910 | 1933  | 1939 |
| ---- | ----- | ---- |
| 966  | 1 039 | 981  |

Ville de Wolframs-Eschenbach dans ses limites actuelles :
| 1840  | 1871  | 1900  | 1910  | 1925  | 1933  | 1939  | 1950  | 1961  |
| ----- | ----- | ----- | ----- | ----- | ----- | ----- | ----- | ----- |
| 1 503 | 1 414 | 1 458 | 1 538 | 1 529 | 1 624 | 1 534 | 2 114 | 1 997 |

| 1970  | 1987  | 2000  | 2003  | 2009  | - | - | - | - |
| ----- | ----- | ----- | ----- | ----- | - | - | - | - |
| 2 018 | 2 086 | 2 897 | 2 909 | 2 872 | - | - | - | - |

## Jumelages
- Zöblitz (Allemagne), commune saxonne de l'arrondissement des Monts-Métallifères, dans le district de Chemnitz
- Schlettau (Allemagne), ville saxonne de l'arrondissement des Monts-Métallifères, dans le district de Chemnitz
- Donzenac (France), commune de la Corrèze, dans la région Nouvelle-Aquitaine

## Personnalités
Wolframs-Eschenbach est la ville natale de Wolfram von Eschenbach (1170-1220), chevalier et poète allemand du Moyen Âge.

## Galerie

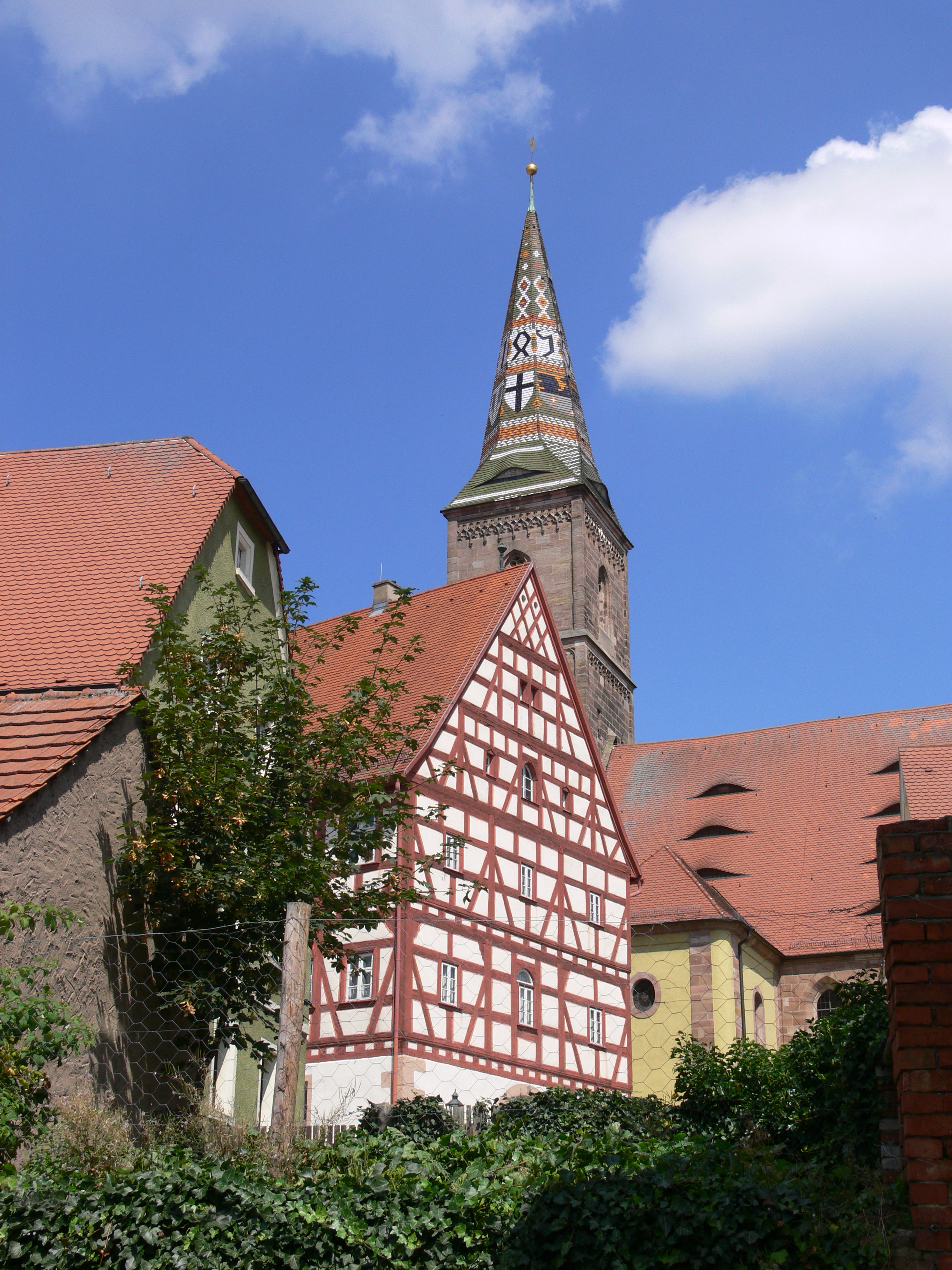
L'ancien hôtel de ville et le clocher de l'église Notre-Dame
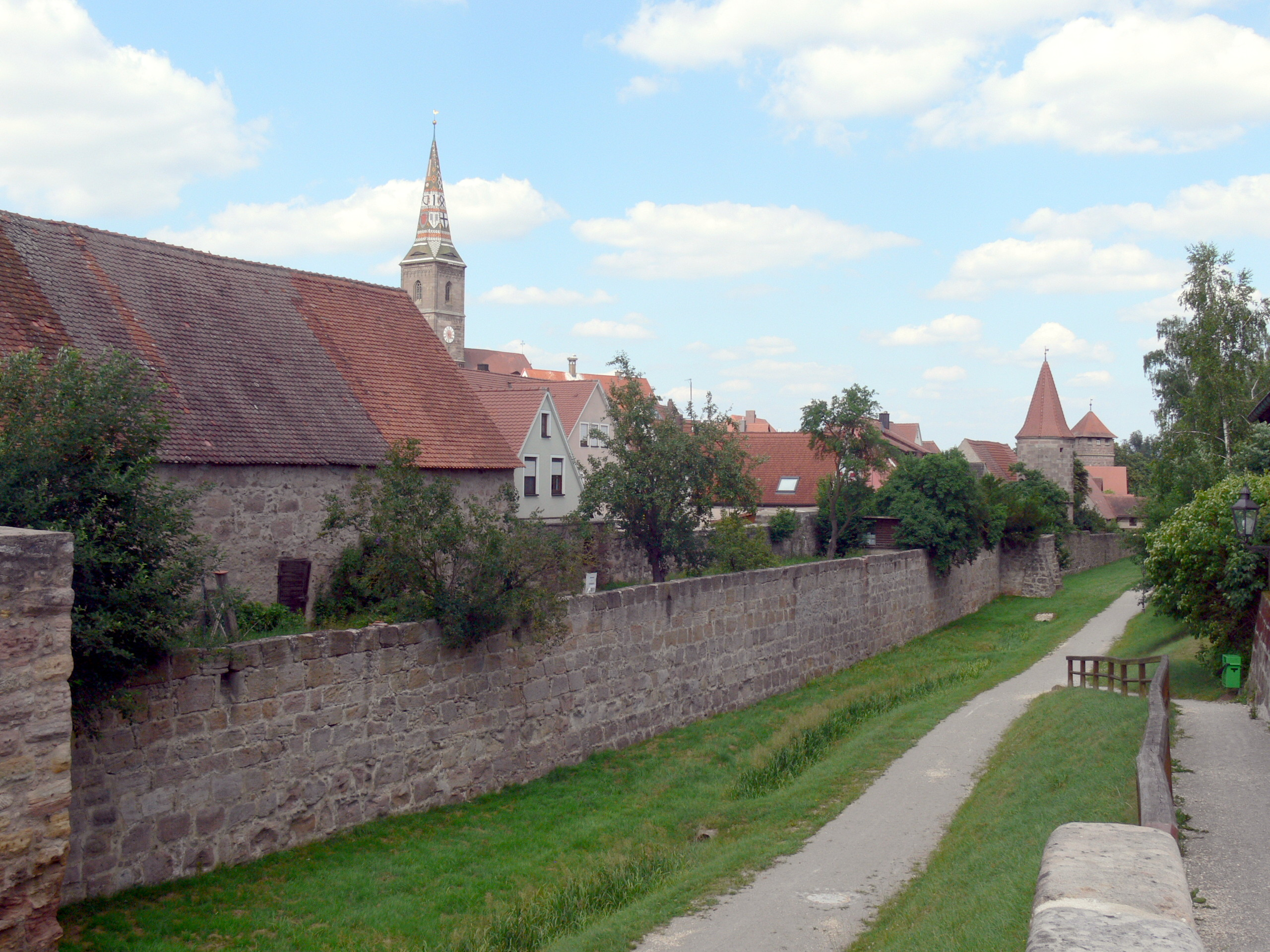
Les remparts de la ville
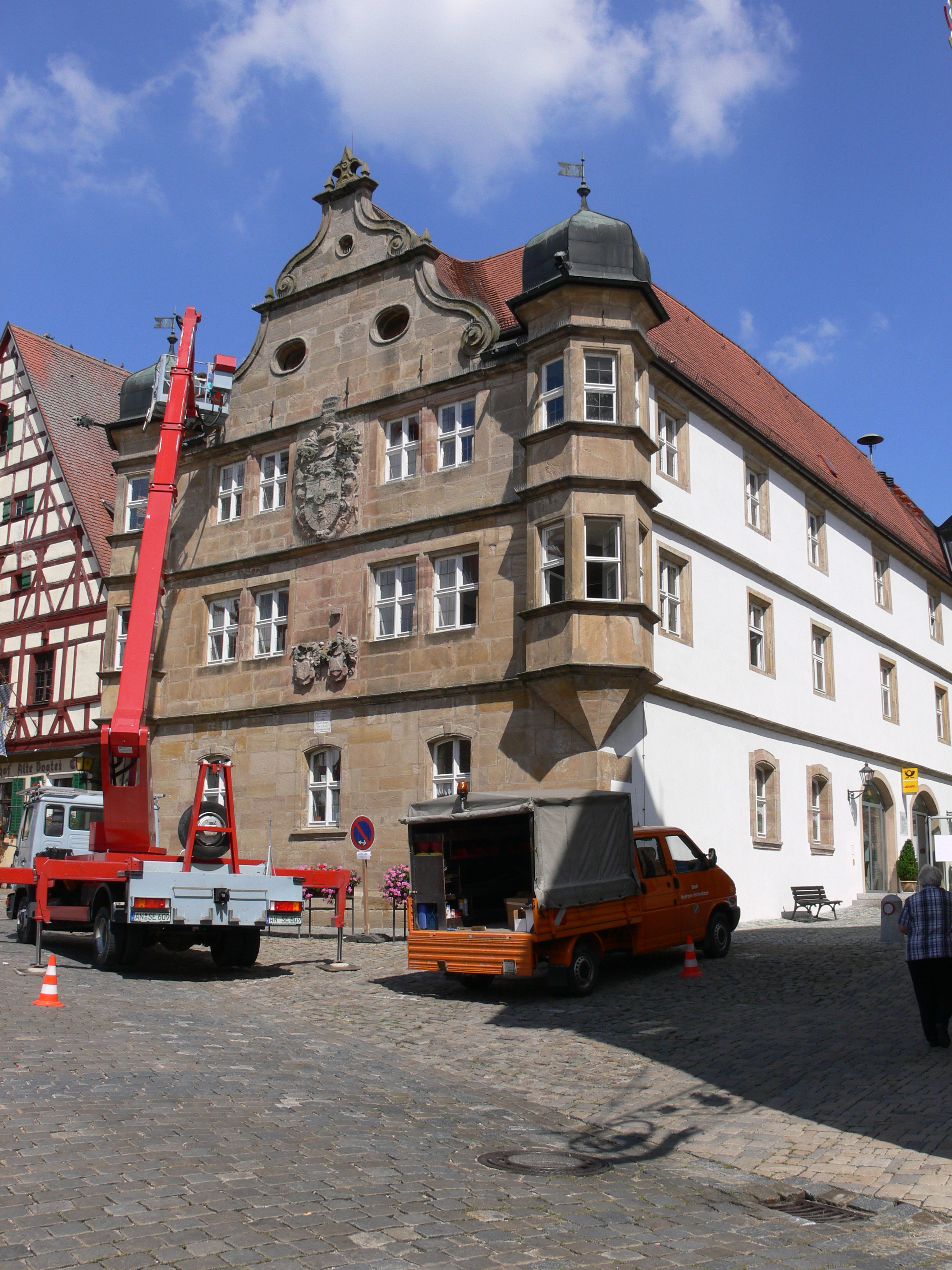
La maison de l'Ordre Teutonique
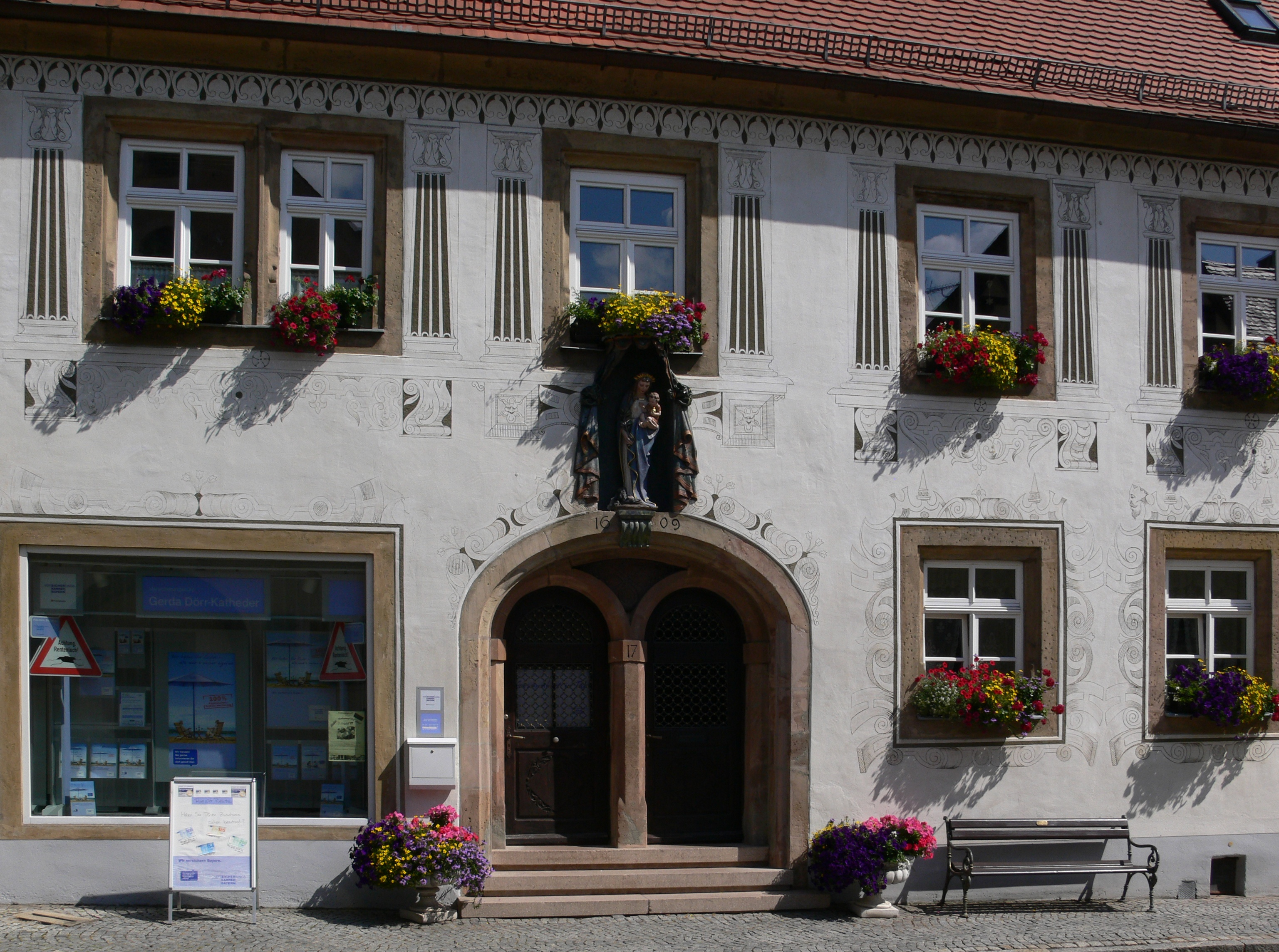
Maison traditionnelle
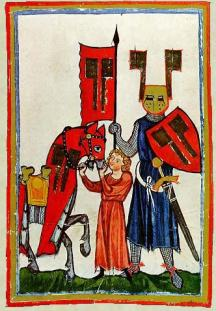
Wolfram von Eschenbach et un écuyer